# America de Nord

Harta politică a Americii de Nord

America de Nord este un continent din emisfera nordică, situat aproape în exclusivitate în emisfera vestică, mărginit la est de Oceanul Atlantic, la vest de Oceanul Pacific, la nord de Oceanul Arctic și la sud de Marea Caraibelor și de America de Sud. America de Nord are o suprafață de 24.709.000 km², care reprezintă aproximativ 4,8 % din suprafața Terrei, sau 16,5 % din uscat. Populația continentului a fost estimată în iulie 2008 la aproape 529 de milioane de oameni. Este al treilea continent ca suprafață, după Asia și Africa și al patrulea ca populație după Asia, Africa și Europa.
Dacă se consideră continentul american ca un întreg, cuprinzând atât America de Nord și Centrală (în emisfera nordică a planetei noastre), cât și America de Sud (care este situată în emisfera sudică a Terrei), atunci America are o suprafață totală de peste 42.000.000 km2, care este foarte apropiată de cea a Asiei. Ambele Americi sunt situate în emisfera vestică a planetei noastre.

## Etimologie
Teoria care se bucură de cea mai largă acceptare este aceea conform căreia Americile au fost denumite astfel după exploratorul italian Amerigo Vespucci, de către cartografii germani Martin Waldseemüller și Matthias Ringmann. Amerigo Vespucci, după ce a explorat America de Sud între 1497 și 1502, a sugerat ca Americile sunt de fapt un nou continent, fiind primul european care a realizat că acestea nu sunt Indiile de Est, așa cum susținea Cristofor Columb. În cinstea sa, ca unul dintre cei mai mari navigatori ai Noii Lumi continentul descoperit îi poartă numele, începînd din anul 1507.

## Istorie
America de Nord era cunoscută din timpuri vechi, de către locuitorii din nord-estul Eurasiei și cei din America de Sud. Primii europeni care au atins țărmurile Americii de Nord, acum o mie de ani au fost vikingii. Mai târziu, pe 12 octombrie 1492, expediția condusă de Cristofor Columb ajunge la o insulă din Arhipelagul Bahamas și o numește Salvador. În anul 1497 John Cabot descoperă insula Terra Nova și țărmul Peninsulei Labrador.

## Geografie
În partea sa nordică, America de Nord are două mari lanțuri muntoase: Munții Stâncoși în vest și Apalași în est. Între ei se întind câmpii fertile brăzdate de Mississippi. Între Canada și SUA există Marile Lacuri.
Cele mai mari chei ale lumii, Marele Canion, din sud-vestul SUA, constituie una din minunile naturale ale Americii de Nord.

## Faună
Continentul nord-american reprezintă un mediu propice pentru numeroase specii de animale. În zonele umede, care includ lacuri, râuri și mlaștini se găsesc păsări de apă și mamifere semiacvatice. Fauna pădurilor de conifere cuprinde porci spinoși, iepuri sălbatici, lupi, râși.

## Demografie

### Țări și teritorii
| Țară sau Teritoriu                      | Suprafața (km²) | Populația (est. iulie 2008) | Densitatea (pe km²) | Capitală            |
| --------------------------------------- | --------------- | --------------------------- | ------------------- | ------------------- |
| Anguilla (Regatul Unit)                 | 102             | 14.108                      | 138,3               | The Valley          |
| Antigua și Barbuda                      | 443             | 84.522                      | 190,8               | St. John's          |
| Aruba (Regatul Țărilor de Jos)          | 193             | 101.541                     | 526,1               | Oranjestad          |
| Bahamas                                 | 10.070          | 307.451                     | 30,5                | Nassau              |
| Barbados                                | 431             | 281.968                     | 654,2               | Bridgetown          |
| Belize                                  | 22.966          | 301.270                     | 13,1                | Belmopan            |
| Bermuda (Regatul Unit)                  | 53              | 66.536                      | 1.255,4             | Hamilton            |
| Bonaire (Țările de Jos)                 | 294             | 12.093                      | 41,1                | Kralendijk          |
| Canada                                  | 9.984.670       | 33.212.696                  | 3,7                 | Ottawa              |
| Insulele Cayman (Regatul Unit)          | 262             | 47.862                      | 182,7               | George Town         |
| Insula Clipperton (Franța)              | 6               | 0                           | 0                   | —                   |
| Costa Rica                              | 51.100          | 4.195.914                   | 82,1                | San José            |
| Cuba                                    | 110.860         | 11.423.952                  | 103,0               | Havana              |
| Curaçao (Regatul Țărilor de Jos)        | 444             | 140.794                     | 317,1               | Willemstad          |
| Dominica                                | 754             | 72.514                      | 96,2                | Roseau              |
| Republica Dominicană                    | 48.730          | 9.507.133                   | 195,1               | Santo Domingo       |
| El Salvador                             | 21.040          | 7.066.403                   | 335.9               | San Salvador        |
| Groenlanda (Danemarca)                  | 2.166.086       | 57.564                      | 0,027               | Nuuk                |
| Grenada                                 | 344             | 90.343                      | 262.6               | St. George's        |
| Guadelupa (Franța)                      | 1.780           | 452.776                     | 254,4               | Basse-Terre         |
| Guatemala                               | 108.890         | 13.002.206                  | 119,4               | Ciudad de Guatemala |
| Haiti                                   | 27.750          | 8.924.553                   | 321,6               | Port-au-Prince      |
| Honduras                                | 112.090         | 7.639.327                   | 68,2                | Tegucigalpa         |
| Jamaica                                 | 10.991          | 2.804.332                   | 255,1               | Kingston            |
| Martinica (Franța)                      | 1.100           | 436.131                     | 396,5               | Fort-de-France      |
| Mexic                                   | 1.923.040       | 109.955.400                 | 57,2                | Ciudad de México    |
| Montserrat (Regatul Unit)               | 102             | 5.079                       | 49,8                | Plymouth; Brades    |
| Insula Navassa (SUA)                    | 5               | 0                           | 0                   |                     |
| Nicaragua                               | 120.254         | 5.785.846                   | 48,1                | Managua             |
| Panama                                  | 78.200          | 3.309.679                   | 42.3                | Ciudad de Panamá    |
| Puerto Rico (SUA)                       | 8.870           | 3.958.128                   | 446,2               | San Juan            |
| Saba (Țările de Jos)                    | 13              | 1.537                       | 118,2               | The Bottom          |
| Saint Barthélemy (Franța)               | 21              | 7.492                       | 356,8               | Gustavia            |
| Saint-Martin (Franța)                   | 54              | 29.376                      | 544,0               | Marigot             |
| Saint Pierre și Miquelon (Franța)       | 242             | 7.044                       | 29,1                | Saint-Pierre        |
| Sfânta Lucia                            | 616             | 159.585                     | 259,1               | Castries            |
| Sfântul Cristofor și Nevis              | 261             | 39.817                      | 152,6               | Basseterre          |
| Sfântul Vicențiu și Grenadine           | 389             | 118.432                     | 304,5               | Kingstown           |
| Sint Eustatius (Țările de Jos)          | 21              | 2.739                       | 130,4               | Oranjestad          |
| Sint Maarten (Regatul Țărilor de Jos)   | 34              | 40.009                      | 1.176,7             | Philipsburg         |
| Statele Unite ale Americii              | 9.826.630       | 303.824.640                 | 33,2                | Washington, D.C.    |
| Trinidad-Tobago                         | 5.128           | 1.047.366                   | 204,2               | Port of Spain       |
| Insulele Turks și Caicos (Regatul Unit) | 430             | 22.352                      | 52,0                | Cockburn Town       |
| Insulele Virgine Americane (SUA)        | 346             | 109.840                     | 317,5               | Charlotte Amalie    |
| Insulele Virgine Britanice              | 153             | 24.041                      | 157,1               | Road Town           |
| Total                                   | 24.646.412      | 528.720.588                 | 22,9                |                     |